# Емельяновская (Телеговское сельское поселение)
Емельяновская — деревня в Красноборском районе Архангельской области. Входит в состав Телеговского сельского поселения.

## География
Находится в юго-восточной части Архангельской области на расстоянии приблизительно 10 км на восток-северо-восток по прямой от административного центра района Красноборск на острове Юрьев Наволок в пойме реки Северная Двина.

## История
В 1859 году здесь (деревня Сольвычегодского уезда Вологодской губернии) было учтено 5 дворов.

## Население
Численность населения: 45 человек (1859 год), 1 (русские 100 %) в 2002 году, 0 в 2010.